# Lubuk Muda (Muara Kelingi)
Lubuk Muda is een bestuurslaag in het regentschap Musi Rawas van de provincie Zuid-Sumatra, Indonesië. Lubuk Muda telt 1297 inwoners (volkstelling 2010).